# Liste des règnes asiatiques les plus longs

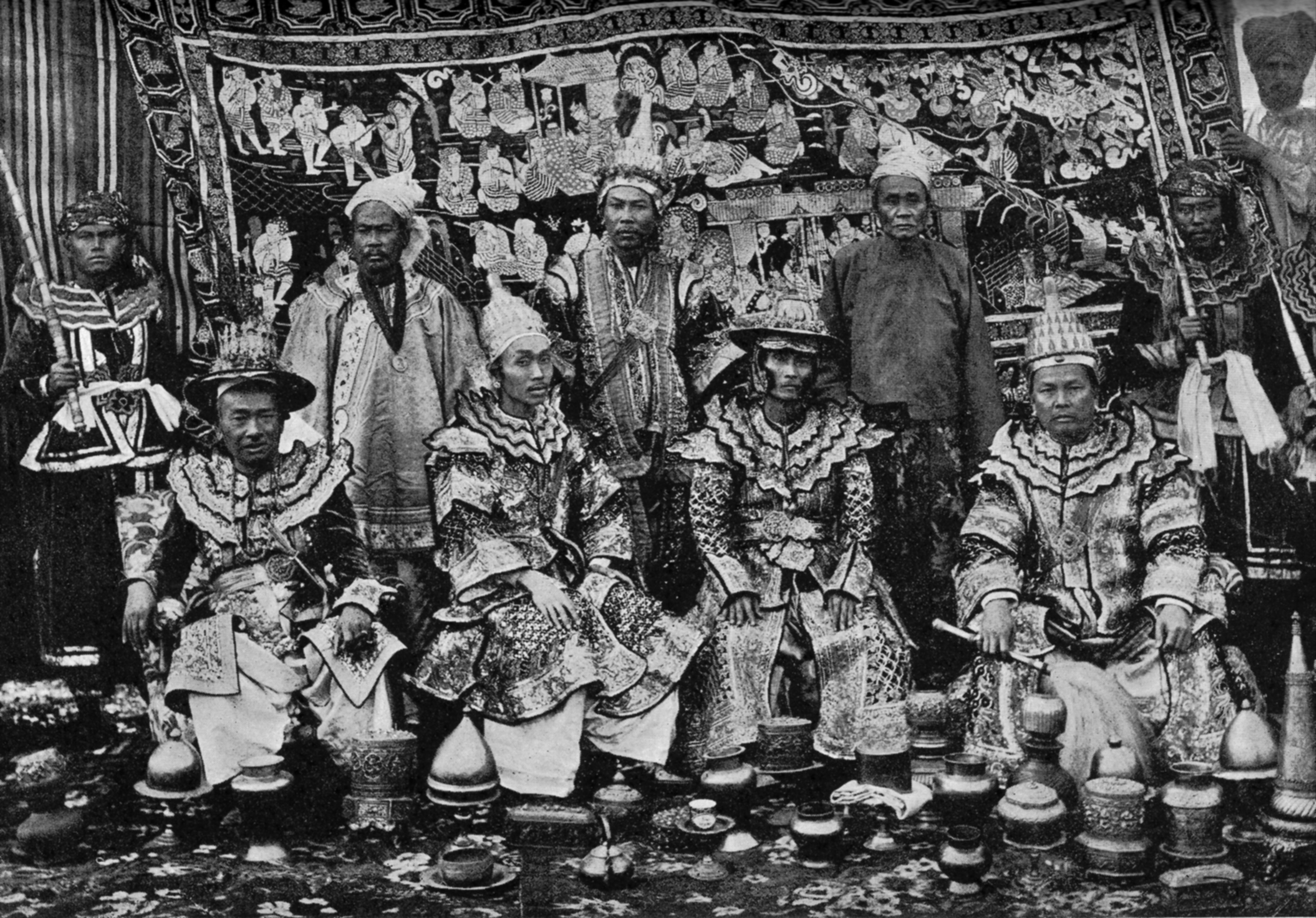
Princes shans et karens au Darbâr de Delhi en 1903 :
Au premier plan à gauche, Hkun-Ti, saopha de Mongpawn, régnait déjà depuis plus de 40 ans ; il ne mourut qu'en 1928.
(photo de James George Scott, reproduite dans : G. E. Mitton, Scott of the Shan Hills, 1936).

Les dix règnes les plus longs, concernant des souverains asiatiques ayant régné à partir, pendant et après le XVIe siècle, sont les suivants :

## Règne compris entre 80 et 90 ans
| Rang | Portrait | Nom                                   | Titre                    | Drapeau     | Début de règne | Fin de règne      | Durée                      |
| ---- | -------- | ------------------------------------- | ------------------------ | ----------- | -------------- | ----------------- | -------------------------- |
| 1    |          | Udai Pratap Shah Nath Deo (1866-1950) | Nagvanshi de Chotanagpur | Chotanagpur | 9 juillet 1869 | 21 septembre 1950 | 81 ans, 2 mois et 12 jours |

## Règne compris entre 70 et 80 ans
| Rang | Portrait | Nom                                      | Titre                     | Drapeau          | Début de règne   | Fin de règne     | Durée                       |
| ---- | -------- | ---------------------------------------- | ------------------------- | ---------------- | ---------------- | ---------------- | --------------------------- |
| 2    |          | Karansinhji II Vajirajji (1846-1924)     | Thakur de Lakhtar         | Lakhtar          | 15 juin 1846     | 8 août 1924      | 78 ans, 1 mois et 24 jours  |
| 3    |          | Maeda Tsunanori (1643-1724)              | Daimyo du domaine de Kaga | Kaga             | 30 avril 1645    | 6 mars 1723      | 78 ans et 6 jours           |
| 4    |          | Idris Ibni Muhammad Al-Qadri (1927-2005) | Tunku Besar de Tampin     | Tampin           | 31 mai 1929      | 26 décembre 2005 | 76 ans, 6 mois et 25 jours  |
| 5    |          | Bishan Chandra Jenamuni (1819-1900)      | Maharaja de Rairakhol     | Rairakhol        | 13 mars 1825     | 27 juin 1900     | 75 ans, 3 mois et 14 jours  |
| 6    |          | Madhoji-Rao IV (1838-1916)               | Nimbalker Raja de Phaltan | Phaltan          | 7 décembre 1841  | 17 octobre 1916  | 74 ans, 10 mois et 10 jours |
| 7    |          | Bhagvat Singh (1865-1944)                | Raja de Gondal            | Gondal           | 14 décembre 1869 | 10 mars 1944     | 74 ans, 2 mois et 25 jours  |
| 8    |          | Itō Nagatomo (1764-1850)                 | Daimyo du domaine d'Okada | Okada            | 24 juillet 1778  | 19 juillet 1850  | 71 ans, 11 mois et 25 jours |
| 9    |          | Jagatjit Singh (1872-1949)               | Maharaja de Kapurthala    | Kapurthala       | 3 septembre 1877 | 20 août 1948     | 70 ans, 11 mois et 17 jours |
| 10   |          | Parashuramrâo Ier Shrinivas (1777-1848)  | Pant-pratinidhi d'Aundh   | Aundh            | 30 août 1777     | 11 juin 1848     | 70 ans, 9 mois et 12 jours  |
| 11   |          | Rama IX / Bhumibol Adulyadej (1927-2016) | Roi de Thaïlande          | Thaïlande / Siam | 9 juin 1946      | 13 octobre 2016  | 70 ans, 4 mois et 4 jours   |

## Règne compris entre 60 et 70 ans
| Rang | Portrait | Nom                                                       | Titre                             | Drapeau                   | Début de règne    | Fin de règne      | Durée                       |
| ---- | -------- | --------------------------------------------------------- | --------------------------------- | ------------------------- | ----------------- | ----------------- | --------------------------- |
| 12   |          | Vikramatji IV Khimojiraj (1819-1900)                      | Raja de Porbandar                 | Porbandar                 | 20 juin 1831      | 21 avril 1900     | 68 ans, 10 mois et 1 jour   |
| 13   |          | Krishnaraja Wadiyar III (1794-1868)                       | Maharaja de Mysore                | Mysore                    | 30 juin 1799      | 27 mars 1868      | 68 ans, 8 mois et 26 jours  |
| 14   |          | Chintaman Rao I Appa Sahib (1776-1851)                    | Rao de Sangli                     | Sangli                    | 6 novembre 1782   | 15 juillet 1851   | 68 ans, 8 mois et 9 jours   |
| 15   |          | Savant-Singh (1767-1844)                                  | Maharawat de Partabgarh           | Partabgarh                | 26 octobre 1775   | 5 janvier 1844    | 68 ans, 2 mois et 10 jours  |
| 16   |          | Ram Singh (1811-1889)                                     | Maharaja de Bundi                 | Bundi                     | 14 mai 1821       | 28 mars 1889      | 67 ans, 10 mois et 14 jours |
| 17   |          | Vakhatsinhji Meghrajji (1864-1943)                        | Maharaja de Vallabhipura          | Vallabhipura              | 20 août 1875      | 6 juin 1943       | 67 ans, 9 mois et 17 jours  |
| 18   |          | Amarsinhji Banesinhji (1879-1954)                         | Maharana de Vankaner              | Vankaner                  | 12 juillet 1881   | 15 août 1948      | 67 ans, 1 mois et 3 jours   |
| 19   |          | Mirza Maharao Sir Khengarji III Sawai Bahadur (1866-1942) | Maharaja de Kutch                 | Kutch                     | 19 décembre 1875  | 15 janvier 1942   | 66 ans et 27 jours          |
| 20   |          | Sulaiman Sharif ul-'Alam Shah                             | Sultan de Serdang                 | Serdang                   | 20 décembre 1879  | 20 octobre 1946   | 66 ans et 10 mois           |
| 21   |          | Raj Ram Singh I (1786-1867)                               | Raja de Sitamau                   | Sitamau                   | 15 février 1802   | 11 novembre 1867  | 65 ans, 9 mois et 13 jours  |
| 22   |          | Sir Gangadhar Rao II Bala Sahib Patwardhan (1866-1939)    | Rao de Miraj Senior               | Miraj Senior              | 6 juin 1875       | 11 décembre 1939  | 64 ans, 6 mois et 5 jours   |
| 23   |          | Sir Vishwanath Singh Bahadur (1866-1932)                  | Maharaja de Chhatarpur            | Chhatarpur                | 4 novembre 1867   | 4 avril 1932      | 64 ans et 5 mois            |
| 24   |          | Sultan Ibrahim (1873-1959)                                | Sultan de Johor                   | Johor                     | 7 septembre 1895  | 8 mai 1959        | 63 ans, 11 mois et 4 jours  |
| 25   |          | Sayajirao Gaekwad III (1863-1939)                         | Raja de Baroda                    | Baroda                    | 10 avril 1875     | 6 février 1939    | 63 ans, 8 mois et 11 jours  |
| 26   |          | Udai Chand (1829-1905)                                    | Thakur du Bija                    | Bija                      | 30 décembre 1841  | 20 juin 1905      | 63 ans, 5 mois et 21 jours  |
| 27   |          | Qianlong / Hongli (1711-1799)                             | Empereur de Chine (dynastie Qing) | Qing                      | 18 octobre 1735   | 7 février 1799    | 63 ans, 3 mois et 20 jours  |
| 28   |          | Isa I Bin Ali Al-Khalifa (1848-1932)                      | Hakim du Bahreïn                  | Bahreïn                   | 1er décembre 1869 | 8 décembre 1932   | 63 ans et 7 jours           |
| 29   |          | Hafiz Sir Muhammad Ibrahim Ali Khan Bahadur (1849-1930)   | Nawab de Tonk                     | Tonk                      | 20 décembre 1867  | 23 juin 1930      | 62 ans, 6 mois et 3 jours   |
| 30   |          | Saqr ben Mohamed Al Qassimi (1918-2010)                   | Émir de Ras el Khaïmah            | Ras el Khaïmah            | 17 juillet 1948   | 27 octobre 2010   | 62 ans, 3 mois et 10 jours  |
| 31   |          | Nahar Singh (1855-1932)                                   | Raja de Shahpura                  | Shahpura                  | 21 avril 1869     | 24 juin 1932      | 63 ans, 2 mois et 3 jours   |
| 32   |          | Hirohito / Empereur Shōwa (1901-1989)                     | Empereur du Japon                 | Japon                     | 25 décembre 1926  | 8 janvier 1989    | 62 ans et 13 jours          |
| 33   |          | Kangxi / Xuanye (1654-1722)                               | Empereur de Chine (dynastie Qing) | Qing                      | 5 février 1661    | 20 décembre 1722  | 61 ans, 10 mois et 15 jours |
| 34   |          | Abdul Hamid Halim Shah I (1864-1943)                      | Tuanku de Kedah                   |                           | 22 septembre 1881 | 13 mai 1943       | 61 ans, 7 mois et 21 jours  |
| 35   |          | Gopal Lal (1799-1874)                                     | Nawab de Kamta-Rajaula            | Kamta-Rajaula             | 28 décembre 1812  | 23 octobre 1874   | 61 ans, 10 mois et 26 jours |
| 36   |          | Wakhat Singh Dalil Singh (1860-1929)                      | Raja de Lunavada                  | Lunavada                  | 31 octobre 1867   | 27 avril 1929     | 61 ans, 5 mois et 27 jours  |
| 37   |          | Pakoe Alam VIII (1910-1998)                               | Prince du Pakualaman              | Principauté du Pakualaman | 12 avril 1937     | 11 septembre 1998 | 61 ans, 4 mois et 30 jours  |
| 38   |          | Lakshman Singh                                            | Maharawal du Bânsvâra             | Bânsvâra                  | 2 février 1844    | 29 avril 1905     | 61 ans, 2 mois et 27 jours  |
| 39   |          | Ranbir Singh (1879-1948)                                  | Maharaja du Jînd                  | Jînd                      | 7 mars 1887       | 31 mars 1948      | 61 ans et 24 jours          |

## Règne compris entre 50 et 60 ans
| Rang | Portrait | Nom                                                         | Titre                                                  | Drapeau         | Début de règne   | Fin de règne      | Durée                       |
| ---- | -------- | ----------------------------------------------------------- | ------------------------------------------------------ | --------------- | ---------------- | ----------------- | --------------------------- |
| 40   |          | Ranjore Singh (1844-1919)                                   | Raja du Ajaygarh                                       | Ajaygarh        | 4 septembre 1859 | 7 juin 1919       | 59 ans, 9 mois et 3 jours   |
| 41   |          | Abdul II Halim Muadzam Shah (1927-2017)                     | Tuanku du Kedah                                        | Kedah           | 14 juillet 1958  | 11 septembre 2017 | 59 ans, 1 mois et 28 jours  |
| 42   |          | Pakoe Boewono XII (1925-2004)                               | Susuhunan du royaume de Surakarta                      | Surakarta       | 11 juin 1945     | 11 juin 2004      | 59 ans                      |
| 43   |          | Raghunath Sekhar Deo (1850-1917)                            | Raja du Gangpore                                       | Gangpore        | 28 octobre 1858  | 10 juin 1917      | 58 ans, 7 mois et 13 jours  |
| 44   |          | Al-Mustansir Billah (1029-1095)                             | Calife fatimide                                        | Calife fatimide | 13 juin 1036     | 6 janvier 1095    | 58 ans, 6 mois et 24 jours  |
| 45   |          | Dabar Shree Nabab Mir Sayidd Zulfikar `Ali Khan (1859-1921) | Nawab du Kamadhia                                      | Kamadhia        | 21 août 1863     | 17 juin 1921      | 57 ans, 9 mois et 27 jours  |
| 46   |          | Hassanal Bolkiah (1946-)                                    | Sultan du Brunei                                       | Brunei          | 5 octobre 1967   | En cours          | 57 ans et 10 mois           |
| 47   |          | Benudar Bajradhar Narendra Mahapatra (1859-1921)            | Raja du Ranpur                                         | Ranpur          | 3 novembre 1842  | 12 juillet 1899   | 56 ans, 8 mois et 9 jours   |
| 48   |          | Jashwant Singh (1775-1840)                                  | Raja du Nâbha                                          | Nâbha           | 2 décembre 1783  | 22 mai 1840       | 56 ans, 5 mois et 20 jours  |
| 49   |          | Abdul Majid Khan II Savanur (1890-1954)                     | Nawab du Savanur                                       | Savanur         | 26 juillet 1892  | 16 août 1948      | 56 ans et 21 jours          |
| 50   |          | Sir Pratap Singh (1854-1930)                                | Maharaja du Orchha                                     | Orchha          | 15 mars 1874     | 3 mars 1930       | 55 ans, 11 mois et 16 jours |
| 51   |          | Sisavang Vong (1885-1959)                                   | Roi de Luang Prabang (jusqu'en 1945), puis roi du Laos | Laos            | 28 avril 1904    | 29 octobre 1959   | 55 ans, 6 mois et 1 jour    |
| 52   |          | Ganga Singh (1880-1943)                                     | Maharaja de Bikaner                                    | Bikaner         | 19 août 1887     | 2 février 1943    | 55 ans, 5 mois et 14 jours  |
| 53   |          | Khem Savant IV Bapu Sahib (1804-1867)                       | Raja du Savantvadi                                     | Savantvadi      | 3 octobre 1812   | 10 octobre 1867   | 55 ans et 7 jours           |
| 54   |          | Pratap Narayan Singh Deo Bahadur (1822-1900)                | Raja du Jashpur                                        | Jashpur         | 24 octobre 1845  | 3 avril 1900      | 54 ans, 5 mois et 10 jours  |
| 55   |          | Harun Putra (1920-2000)                                     | Raja du Perlis                                         | Perlis          | 3 décembre 1945  | 16 avril 2000     | 54 ans, 4 mois et 13 jours  |
| 56   |          | Ishwari Prasad Narayan Singh (1822-1889)                    | Maharaja de Bénarès                                    | Bénarès         | 4 avril 1835     | 13 juin 1889      | 54 ans, 2 mois et 9 jours   |
| 57   |          | Dule Singh (1838-1895)                                      | Raja du Sailana                                        | Sailana         | 23 août 1841     | 11 octobre 1895   | 54 ans, 1 mois et 18 jours  |
| 58   |          | Sajjan Singh (1880-1947)                                    | Maharaja du Ratlam                                     | Ratlam          | 20 janvier 1893  | 2 mars 1947       | 54 ans, 1 mois et 10 jours  |
| 59   |          | Sultan bin Mohammed al-Qasimi (1939-)                       | Émir du Charjah                                        | Charjah         | 25 janvier 1972  | En cours          | 53 ans, 6 mois et 11 jours  |
| 60   |          | Muhammad Iftikhar 'Ali Khan Bahadur (1883-1947)             | Nawab du Jaora                                         | Jaora           | 6 mars 1895      | 18 décembre 1947  | 52 ans, 9 mois et 12 jours  |
| 61   |          | Waghji II Rawaji (Kathiyawadi American) (1858-1922)         | Thakur du Morvi                                        | Morvi           | 17 février 1871  | 11 juin 1922      | 52 ans, 3 mois et 25 jours  |